# Castillo de Dos Hermanas (Navahermosa)
El castillo de Dos Hermanas es un castillo usado durante la Reconquista y situado a 3 km de la población toledana de Navahermosa. Se alza sobre un risco gemelo de otro y aislado de él por el arroyo  Marlín.

## Historia
El castillo de Dos Hermanas es uno de los más antiguos de la provincia de Toledo, pues data de entre los siglos XI y XII. Existiendo dos teorías sobre su origen. Por una parte se especula que fue construido por El Temple en el siglo XII sobre un castro prerromano, formando parte de la línea de torreones de vigía y guarnición que circundan la encomienda templaria de Montalbán, y servían de ariete  y escudo de Toledo. Por otra parte se especula su origen en un baluarte árabe defensor de la frontera natural de los montes de Toledo.
Con una dotación de entre 20 y 30 hombres con sus familias, el castillo servía de protección a los vecinos de Dos Hermanas, pequeña aldea de pastores y colmeneros, que creció a las faldas de la peña, extramuros de la fortaleza. Aún hoy, pueden observarse restos de aquella población, circundando el risco del castillo. Cimientos, huellas del paso del hombre que ya apenas se distinguen del pedregoso entorno, pero que permiten al buen observador echar mano de su imaginación y hacerse una idea de la forma de vida de aquellas gentes que poblaron el lugar.
En el año 1210 se cede al caballero Alfonso Téllez, que se hallaba repoblando aquel territorio fronterizo con las posesiones musulmanas. En el año 1222 Alfonso vende el castillo al arzobispo de Toledo, Rodrigo Ximénez de Rada.
Más tarde fue adquirido por el rey Fernando III el Santo, quien a su vez lo vendió a la ciudad de Toledo en el año 1246, junto con el castillo de Malamoneda en la localidad de Hontanar y sus montes.
En el año 1444, entrando la zona en consideración de pacificada por las autoridades de Toledo, se ordena el licenciamiento de la guarnición del castillo, lo que conlleva el despoblamiento de la aldea de Dos Hermanas, de cuya dispersión, sus gentes, fundarían las primeras casas de Navahermosa y ampliarían zonas pobladas de los alrededores. 
Pasado el peligro musulmán, los vecinos del poblado que protegía el castillo de Dos Hermanas emigraron a la población cercana de Navahermosa, que ofrecía mejores posibilidades de cultivo, quedando el castillo abandonado, arruinándose paulatinamente.

## Descripción y características

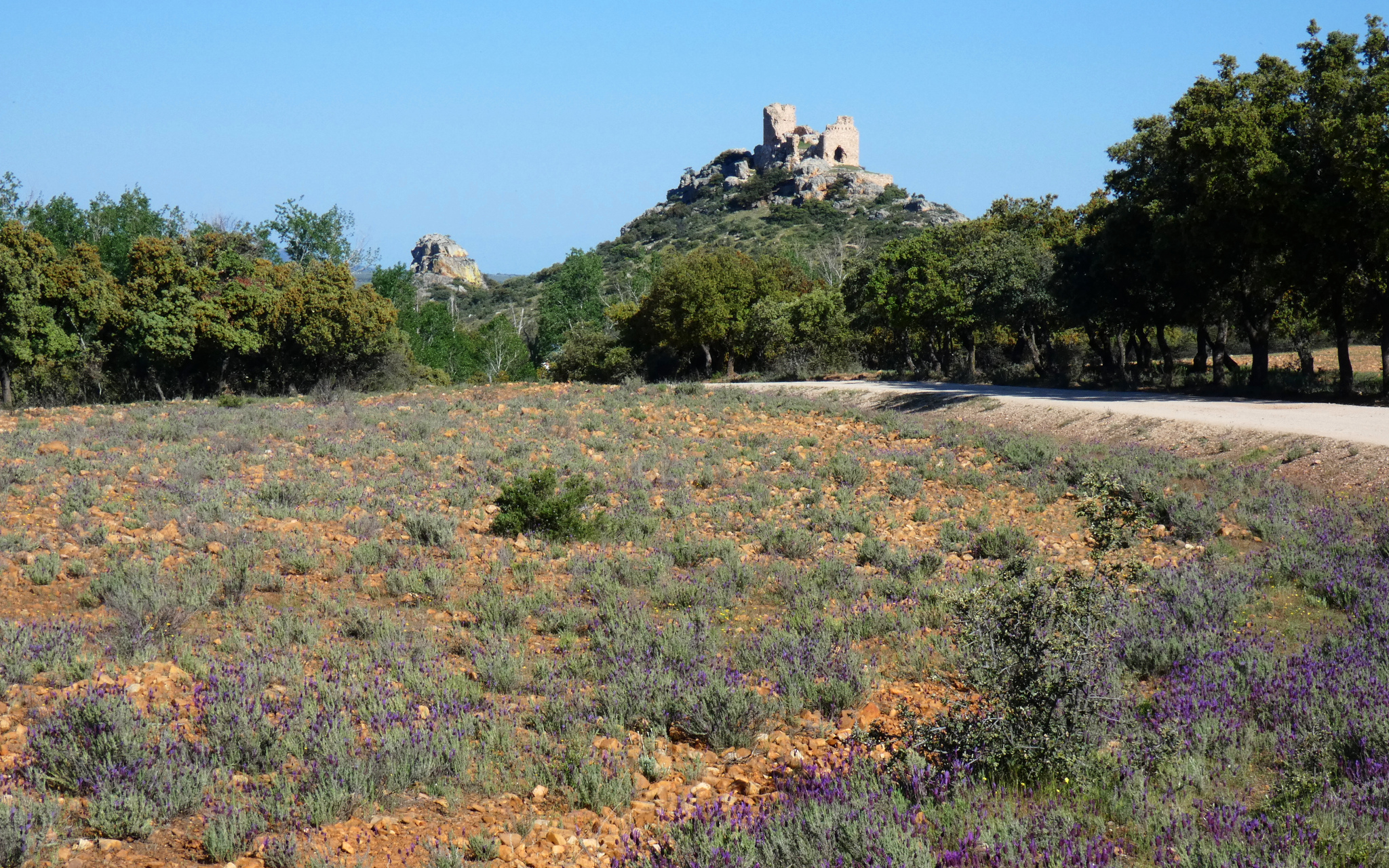
Vista del castillo

El castillo de Dos Hermanas es un edificio de planta irregular, alargada y estrecha, adaptada al risco sobre el cual está enclavado. Se conservan tres de sus cuatro fachadas. Sus esquinas son redondeadas y no existen restos de saledizos ni matacanes, sólo agujeros cerca de lo que fue el adarve. El acceso al edificio se realiza mediante su única puerta y aparece con un arco apuntado. Ante esta puerta existe una pequeña plaza de armas protegida por una barrera o antemuro.
No se conserva nada del interior y la fábrica exterior es de mampostería. Lleva el nombre de una aldea que hubo cerca en el siglo XII. 

## Estado de conservación
Este castillo está muy deteriorado y su estado actual es de ruina avanzada. Se estima que está en ruinas desde el siglo XIV.